# Списък с филмите на „Юнивърсъл Пикчърс“ (2000 – 2009)
Това е списък с филмите, продуцирани или разпространени от Universal Pictures през 2000–2009 г., открит през 1912 г. като Universal Film Manufacturing Company. Той е един от главните филмови продукции и разпределително рамо на Universal Studios, дъщерна компания на подразпределението NBCUniversal от Comcast.
| Пускане              | Заглавие                                     | Оригинално заглавие                                    | Бележки |
| -------------------- | -------------------------------------------- | ------------------------------------------------------ | --- |
| 7 януари 2000 г.     | Кедри в снега                                | Snow Falling on Cedars                                 | копродукция с Kennedy/Marshall |
| 28 януари 2000 г.    | Страшна е, нали?                             | Isn't She Great                                        | копродукция с Mutual Film Company |
| 18 февруари 2000 г.  | Пълен мрак                                   | Pitch Black                                            | копродукция с USA Films, Interscope Communications, Gramercy Pictures и PolyGram Filmed Entertainment                                                                                          |
| 17 март 2000 г.      | Ерин Брокович                                | Erin Brokovich                                         | копродукция с Columbia Pictures и Jersey Films |
| 31 март 2000 г.      | Братството                                   | The Skulls                                             | копродукция с Newmarket Films |
| 21 април 2000 г.     | Подводница U-571                             | U-571                                                  | копродукция с StudioCanal и Dino De Laurentiis Company |
| 28 април 2000 г.     | Семейство Флинтстоун: Да живее Рок Вегас     | The Flintstones in Viva Rock Vegas                     | единствено разпространение, продуциран от Hanna-Barbera Productions и Amblin Entertainment |
| 5 май 2000 г.        | Гладиатор                                    | Gladiator                                              | награда „Оскар“ за най-добър филм единствено международно разпространение копродукция с DreamWorks Pictures, Red Wagon Entertainment и Scott Free Productions                                  |
| 12 май 2000 г.       | Прецакани                                    | Screwed                                                | копродукция с Brillstein-Grey Entertainment |
| 30 юни 2000 г.       | Приключенията на Роки и Булуинкъл            | The Adventures of Rocky and Bullwinkle                 | копродукция с Capella International / KC Medien / TriBeca Productions / Jay Ward Productions                                                                                                   |
| 28 юли 2000 г.       | Смахнатият професор 2                        | Nutty Professor II: The Klumps                         | единствено разпространение, копродукция с Imagine Entertainment и Eddie Murphy Productions |
| 25 август 2000 г.    | Мажоретки                                    | Bring It On                                            | единствено разпространение в САЩ, копродукция с Buena Vista International, Beacon Pictures и Wonderworks Films                                                                                 |
| 8 септември 2000 г.  | Под наблюдение                               | The Watcher                                            | копродукция с Interlight |
| 6 октомври 2000 г.   | Запознай се с нашите                         | Meet the Parents                                       | единствено разпространение в САЩ, копродукция с DreamWorks Pictures |
| 17 ноември 2000 г.   | Гринч                                        | How the Grinch Stole Christmas                         | копродукция с Imagine Entertainment |
| 22 декември 2000 г.  | О, братко, къде си?                          | O Brother, Where Art Thou?                             | единствено международно разпространение, копродукция с Working Title Films, StudioCanal и Touchstone Pictures                                                                                  |
| 22 декември 2000 г.  | Семеен човек                                 | The Family Man                                         | единствено разпространение в САЩ, копродукция с Buena Vista International, Beacon Pictures и Saturn Films                                                                                      |
| 2 февруари 2001 г.   | Лудо влюбена                                 | Head Over Heels                                        | копродукция с Simonds Productions |
| 9 февруари 2001 г.   | Ханибал                                      | Hannibal                                               | единствено международно разпространение, копродукция с Metro-Goldwyn-Mayer Pictures и Дино Де Лаурентис                                                                                        |
| 11 април 2001 г.     | Джоси и котенцата                            | Josie and the Pussycats                                | единствено разпространение, копродукция с Metro-Goldwyn-Mayer Pictures, 20th Century Fox поддържа международните територии                                                                     |
| 13 април 2001 г.     | Дневникът на Бриджит Джоунс                  | Bridget Jones's Diary                                  | единствено международно разпространение, копродукция с Miramax Films, StudioCanal и Working Title Films                                                                                        |
| 20 април 2001 г.     | Дънди Крокодила в Лос Анджелис               | Crocodile Dundee in Los Angeles                        | единствено международно разпространение, копродукция с Silver Lion Pictures; северноамериканското разпространение се поддържа от Paramount Pictures                                            |
| 4 май 2001 г.        | Мумията се завръща                           | The Mummy Returns                                      | копродукция с Alphaville Films |
| 22 юни 2001 г.       | Бързи и яростни                              | The Fast and the Furious                               | копродукция с Original Film |
| 18 юли 2001 г.       | Джурасик парк III                            | Jurassic Park III                                      | копродукция с Amblin Entertainment |
| 10 август 2001 г.    | Американски пай 2                            | American Pie 2                                         | копродукция с Zide/Perry Productions и LivePlanet |
| 17 август 2001 г.    | Капитан Корели                               | Captain Corelli's Mandolin                             | единствено северноамериканско разпространение, копродукция с Miramax Films, StudioCanal, и Working Title Films                                                                                 |
| 7 септември 2001 г.  | Мускетарят                                   | The Musketeer                                          | единствено разпространение в САЩ, копродукция с Miramax Films |
| 12 октомври 2001 г.  | Мълхоланд Драйв                              | Mulholland Drive                                       | единствено разпространение, продуциран от Les Films Alain Sarde, Asymmetrical Productions, Babbo Inc., Le Studio Canal+ и The Picture Factory                                                  |
| 26 октомври 2001 г.  | Кей Пакс                                     | K-PAX                                                  | единствено разпространение в САЩ, копродукция с Intermedia Films и Lawrence Gordon Productions                                                                                                 |
| 21 ноември 2001 г.   | Шпионски игри                                | Spy Game                                               | копродукция с Beacon Pictures |
| 21 декември 2001 г.  | Красив ум                                    | A Beautiful Mind                                       | Награда „Оскар“ за най-добър филм единствено разпространение в САЩ копродукция с DreamWorks Pictures и Imagine Entertainment                                                                   |
| 21 декември 2001 г.  | Голямото напушване                           | How High                                               | копродукция с Jersey Films и Native Pictures |
| 11 януари 2002 г.    | Братството на вълците                        | Brotherhood of the Wolf                                | единствено разпространение в САЩ и Австралия |
| 8 февруари 2002 г.   | Голям тлъст лъжец                            | Big Fat Liar                                           | копродукция с Tollin/Robbins Productions |
| 22 февруари 2002 г.  | Водно конче                                  | Dragonfly                                              | единствено разпространение в САЩ, копродукция с Spyglass Entertainment |
| 1 март 2002 г.       | 40 дни и 40 нощи                             | 40 Days and 40 Nights                                  | единствено международно разпространение, копродукция с Universal Pictures, Miramax Films, StudioCanal и Working Title Films                                                                    |
| 15 март 2002 г.      | Цветята на Харисън                           | Harrison's Flowers                                     | единствено разпространение в Съединените щати |
| 22 март 2002 г.      | Извънземното                                 | E.T. the Extra-Terrestrial                             | преиздание по случай 20-годишнината от филма, копродукция с Amblin Entertainment |
| 19 април 2002 г.     | Кралят на скорпионите                        | The Scorpion King                                      | копродукция с Alphaville Films |
| 17 май 2002 г.       | Маркъс                                       | About a Boy                                            | копродукция с StudioCanal и Working Title Films |
| 31 май 2002 г.       | Брат под прикритие                           | Undercover Brother                                     | копродукция с Imagine Entertainment |
| 14 юни 2002 г.       | Самоличността на Борн                        | The Bourne Identity                                    | копродукция с The Kennedy/Marshall Company |
| 16 август 2002 г.    | Синьо увлечение                              | Blue Crush                                             | копродукция с Imagine Entertainment |
| 4 октомври 2002 г.   | Червеният дракон                             | Red Dragon                                             | копродукция с Dino De Laurentiis Company |
| 25 октомври 2002 г.  | Истината за Чарли                            | The Truth About Charlie                                | копродукция с Clinica Estetico Productions и Mediastrem Film |
| 8 ноември 2002 г.    | Осмата миля                                  | 8 Mile                                                 | копродукция с Imagine Entertainment |
| 22 ноември 2002 г.   | Императорски клуб                            | The Emperor's Club                                     | копродукция с Beacon Pictures |
| 6 декември 2002 г.   | Империя                                      | Empire                                                 | единствено разпространение в някои страни, включително Съединените щати |
| 14 февруари 2003 г.  | Секс гуру                                    | The Guru                                               | копродукция с StudioCanal и Working Title Films |
| 21 февруари 2003 г.  | Животът на Дейвид Гейл                       | The Life of David Gale                                 | копродукция с Intermedia Films |
| 23 май 2003 г.       | Всемогъщият Брус                             | Bruce Almighty                                         | единствено северноамериканско разпространение, копродукция с Spyglass Entertainment |
| 6 юни 2003 г.        | Бързи и яростни 2                            | 2 Fast and Furious                                     | копродукция с Original Film |
| 20 юни 2003 г.       | Хълк                                         | Hulk                                                   | копродукция с Marvel Studios, Valhalla Motion Pictures и Good Machine Studios |
| 18 юли 2003 г.       | Джони Инглиш                                 | Johnny English                                         | копродукция с Working Title Films и StudioCanal |
| 25 юли 2003 г.       | Воля за победа                               | Sabiscuit                                              | единствено разпространение в САЩ, копродукция с DreamWorks Pictures и Spyglass Entertainment; Touchstone поддържа международните територии                                                     |
| 1 август 2003 г.     | Американски пай 3: Сватбата                  | American Wedding                                       | копродукция с Zide/Perry Productions |
| 26 септември 2003 г. | Добре дошли в джунглата                      | The Rundown                                            | копродукция с Columbia Pictures |
| 10 октомври 2003 г.  | Непоносима жестокост                         | Intolerable Cruelty                                    | копродукция с Imagine Entertainment и Alphaville |
| 14 ноември 2003 г.   | Наистина любов                               | Love Actually                                          | копродукция с StudioCanal и Working Title Films |
| 14 ноември 2003 г.   | Господар и командир: Далечният край на света | Master and Commander: The Far Side of the World        | копродукция с 20th Century Fox, Miramax Films и Samuel Goldwyn Films |
| 21 ноември 2003 г.   | Котката с шапка                              | The Cat in the Hat                                     | единствено северноамериканско разпространение, копродукция с DreamWorks Pictures и Imagine Entertainment                                                                                       |
| 5 декември 2003 г.   | Хъни                                         | Honey                                                  | копродукция с NuAmerica Entertainment |
| 25 декември 2003 г.  | Питър Пан                                    | Peter Pan                                              | копродукция с Columbia Pictures и Revolution Studios |
| 16 януари 2004 г.    | Завръщането на Поли                          | Along Came Polly                                       | копродукция с Jersey Films |
| 19 март 2004 г.      | Зората на мъртвите                           | Dawn of the Dead                                       | копродукция с Strike Entertainment |
| 16 април 2004 г.     | Кони и Карла                                 | Connie and Carla                                       | копродукция с Spyglass Entertainment |
| 7 май 2004 г.        | Ван Хелсинг                                  | Van Helsing                                            | копродукция с Alphaville Films и Sommers Company |
| 11 юни 2004 г.       | Хрониките на Ридик                           | The Chronicles of Riddick                              | копродукция с Radar Pictures и One Race Films |
| 25 юни 2004 г.       | Братята тигри                                | Two Brothers                                           | единствено разпространение извън Европа, копродукция с Pathé |
| 23 юли 2004 г.       | Превъзходството на Борн                      | The Bourne Supremacy                                   | копродукция с The Kennedy/Marshall Company |
| 30 юли 2004 г.       | Гръмотевични птици                           | Thunderbirds                                           | копродукция с StudioCanal и Working Title Films |
| 17 септември 2004 г. | Уимбълдън                                    | Wimbledon                                              | копродукция с StudioCanal и Working Title Films |
| 24 септември 2004 г. | Шон от мъртвите                              | Shaun of the Dead                                      | единствено международно разпространение (включително Франция), копродукция с Rogue Pictures, StudioCanal, Film4 Productions и Working Title Films                                              |
| 8 октомври 2004 г.   | Светлините на стадиона                       | Friday Night Lights                                    | копродукция с Imagine Entertainment |
| 22 октомври 2004 г.  | Гняв                                         | The Grudge                                             | единствено разпространение във Великобритания и Ирландия, продуциран от Columbia Pictures и Ghost House Pictures                                                                               |
| 29 октомври 2004 г.  | Рей                                          | Ray                                                    | копродукция с Bristol Bay Productions |
| 19 ноември 2004 г.   | Бриджит Джоунс: На ръба на разума            | Bridget Jones: The Edge of Reason                      | единствено разпространение в САЩ копродукция с Miramax Films, StudioCanal и Working Title Films международно разпространение чрез United International Pictures                                |
| 22 декември 2004 г.  | Запознай ме с вашите                         | Meet the Fockers                                       | единствено разпространение в САЩ, копродукция с DreamWorks Pictures и Tribeca Productions |
| 29 декември 2004 г.  | В добра компания                             | In Good Company                                        | копродукция с Depth of Field |
| 7 януари 2005 г.     | Бял шум                                      | White House                                            | копродукция с Gold Circle Films |
| 4 февруари 2005 г.   | Мъж под наем                                 | The Wedding Date                                       | копродукция с Gold Circle Films |
| 11 февруари 2005 г.  | Извън дълбокото гърло                        | Inside Deep Throat                                     | единствено разпространение в Съединените щати, копродукция с Imagine Entertainment, HBO Documentary Films и World of Wonder                                                                    |
| 22 април 2005 г.     | Преводачката                                 | The Interpreter                                        | копродукция с Working Title Films |
| 13 май 2005 г.       | Футболен татко                               | Kicking & Screaming                                    | копродукция с Mosaic Media Group |
| 3 юни 2005 г.        | Късметлията                                  | Cinderella Man                                         | единствено разпространение в САЩ, копродукция с Buena Vista International, Miramax, Imagine Entertainment и Parkway Productions                                                                |
| 17 юни 2005 г.       | Перфектният мъж                              | The Perfect Man                                        | копродукция с Marc Platt Productions |
| 24 юни 2005 г.       | Земята на мъртвите                           | Land of the Dead                                       | копродукция с Wild Bunch |
| 12 август 2005 г.    | Шперцът                                      | The Skeleton Key                                       | копродукция с Shadowcatcher Entertainment и Double Feature Films |
| 19 август 2005 г.    | 40-годишният девственик                      | The 40-Year-Old Virgin                                 | копродукция с Apatow Productions |
| 30 септември 2005 г. | Мисия Серенити                               | Serenity                                               | |
| 7 октомври 2005 г.   | Хазарт                                       | Two for the Money                                      | единствено разпространение, продуциран от Morgan Creek Productions |
| 21 октомври 2005 г.  | Дуум                                         | Doom                                                   | копродукция с DiBonaventura Productions |
| 28 октомври 2005 г.  | Малки тайни                                  | Prime                                                  | копродукция с Relativity Media и Stratus Film Company |
| 4 ноември 2005 г.    | Снайперисти                                  | Jarhead                                                | копродукция с Neal Street Productions |
| 23 ноември 2005 г.   | Гордост и предразсъдъци                      | Pride & Prejudice                                      | разпространен в страни извън САЩ, копродукция с StudioCanal и Working Title Films |
| 14 декември 2005 г.  | Кинг Конг                                    | King Kong                                              | копродукция с WingNut Films |
| 23 декември 2005 г.  | Мюнхен                                       | Munich                                                 | единствено разпространение в САЩ, копродукция с DreamWorks Pictures, Amblin Entertainment и Alliance Atlantis Communications                                                                   |
| 25 декември 2005 г.  | Продуцентите                                 | The Producers                                          | единствено северноамериканско разпространение, копродукция с Columbia Pictures |
| 27 януари 2006 г.    | Бавачката Макфий                             | Nanny McPhee                                           | единствено разпространение в САЩ, копродукция с Metro-Goldwyn-Mayer Pictures, StudioCanal и Working Title Films                                                                                |
| 10 февруари 2006 г.  | Любопитния Джордж                            | Curious George                                         | копродукция с Imagine Entertainment и Universal Animation Studios |
| 24 март 2006 г.      | Човек отвътре                                | Inside Man                                             | копродукция с Imagine Entertainment |
| 31 март 2006 г.      | Плужекът                                     | Slither                                                | копродукция с Gold Circle Films и Strike Entertainment |
| 21 април 2006 г.     | Американски мечти                            | American Dreamz                                        | копродукция с Depth of Field |
| 28 април 2006 г.     | Полет 93                                     | United 93                                              | копродукция с StudioCanal и Working Title Films |
| 2 юни 2006 г.        | Раздялата                                    | The Break-Up                                           | копродукция с Wild West Picture Show Productions и Mosaic Media Group |
| 16 юни 2006 г.       | Бързи и яростни: Токио дрифт                 | The Fast and the Furious: Tokyo Drift                  | копродукция с Original Film и Relativity Media |
| 14 юли 2006 г.       | Аз, ти и Дюпри                               | You, Me and Dupree                                     | копродукция с Avis-Davis Productions |
| 28 юли 2006 г.       | Маями Вайс                                   | Miami Vice                                             | |
| 18 август 2006 г.    | Приет                                        | Accepted                                               | копродукция с Shady Acres Entertainment |
| 25 август 2006 г.    | Ритъм и трус                                 | Idlewild                                               | копродукция с HBO Films, Atlas Entertainment, Mosaic Media Group и Forensic Films |
| 15 септември 2006 г. | Черната далия                                | The Black Dahlia                                       | копродукция с Signature Pictures и Davis Films |
| 13 октомври 2006 г.  | Мъж на годината                              | Man of the Year                                        | единствено разпространение, продуциран от Morgan Creek Productions |
| 17 ноември 2006 г.   | Хайде в пандиза                              | Let's Go to Prison                                     | единствено разпространение, продуциран от Carsey Werner Films (копродукция с Strike Entertainment)                                                                                             |
| 8 декември 2006 г.   | Ваканцията                                   | The Holiday                                            | копродукция с Columbia Pictures, Relativity Media и Waverly Films |
| 22 декември 2006 г.  | Добрият пастир                               | The Good Shepherd                                      | копродукция с Morgan Creek Productions и American Zoetrope |
| 25 декември 2006 г.  | Децата на хората                             | Children of Men                                        | копродукция с Strike Entertainment |
| 12 януари 2007 г.    | Алфа дог                                     | Alpha Dog                                              | единствено разпространение в САЩ |
| 26 януари 2007 г.    | Димящи аса                                   | Smokin' Aces                                           | копродукция с StudioCanal, Relativity Media и Working Title Films |
| 2 февруари 2007 г.   | Защото аз казах така                         | Because I Said So                                      | копродукция с Gold Circle Films |
| 16 февруари 2007 г.  | Пробив                                       | Breach                                                 | копродукция с Sidney Kimmel Entertainment |
| 16 март 2007 г.      | Мъртвешка тишина                             | Dead Silence                                           | копродукция с Twisted Pictures |
| 20 април 2007 г.     | Горещи палки                                 | Hot Fuzz                                               | копродукция с Rogue Pictures, StudioCanal, Big Talk Productions и Working Title Films; американско разпространение от Rogue Pictures; друго международно разпространение от Universal Pictures |
| 11 май 2007 г.       | Правилата на Джорджия                        | Georgia Rule                                           | единствено разпространение, продуциран от Morgan Creek Productions |
| 1 юни 2007 г.        | Позабременяла                                | Knocked Up                                             | копродукция с Apatow Productions |
| 22 юни 2007 г.       | Всемогъщият Евън                             | Evan Almighty                                          | копродукция с Spyglass Entertainment, Shady Acres Entertainment, Relativity Media и Original Film                                                                                              |
| 20 юли 2007 г.       | Обявявам ви за законни Чък и Лари            | I Now Pronounce You Chuck and Larry                    | копродукция с Happy Madison Productions, Relativity Media и Shady Acres Entertainment |
| 3 август 2007 г.     | Ултиматумът на Борн                          | The Bourne Ultimatum                                   | копродукция с Kennedy/Marshall |
| 24 август 2007 г.    | Инстинкт за отмъщение                        | Illegal Tender                                         | |
| 24 август 2007 г.    | Ваканцията на Мистър Бийн                    | Mr. Bean's Holiday                                     | копродукция с StudioCanal и Working Title Films |
| 21 септември 2007 г. | Сидни Уайт                                   | Sydney White                                           | копродукция с Morgan Creek Productions |
| 28 септември 2007 г. | Кралството                                   | The Kingdom                                            | копродукция с Relativity Media |
| 12 октомври 2007 г.  | Елизабет: Златният век                       | Elizabeth: The Golden Age                              | копродукция с StudioCanal и Working Title Films |
| 2 ноември 2007 г.    | Американски гангстер                         | American Gangster                                      | копродукция с Imagine Entertainment и Relativity Media |
| 7 декември 2007 г.   | Изкупление                                   | Atonement                                              | единствено международно разпространение, копродукция с Focus Features, StudioCanal и Working Title Films                                                                                       |
| 21 декември 2007 г.  | Войната на Чарли Уилсън                      | Charlie Wilson's War                                   | копродукция с Relativity Media и Morgan Creek Productions |
| 11 януари 2008 г.    | Пиратите, които не правят нищо               | The Pirates Who Don't Do Anything: A VeggieTales Movie | копродукция с Big Idea Productions и Starz Animation |
| 25 януари 2008 г.    | Непроследим                                  | Untraceable                                            | единствено международно разпространение, копродукция с Screen Gems и Lakeshore Entertainment                                                                                                   |
| 8 февруари 2008 г.   | Добре дошъл у дома, Роско Дженкинс           | Welcome Home, Roscoe Jenkins                           | копродукция с Spyglass Entertainment |
| 14 февруари 2008 г.  | Определено, може би                          | Definitely, Maybe                                      | копродукция с StudioCanal и Working Title Films |
| 14 март 2008 г.      | Денят на прокълнатите                        | Doomsday                                               | единствено разпространение в някои страни, продуциран от Rogue Pictures |
| 4 април 2008 г.      | Момичето на отбора                           | Leatherheads                                           | копродукция с Smokehouse Pictures |
| 18 април 2008 г.     | Прелъстен и изоставен                        | Forgetting Sarah Marshall                              | копродукция с Apatow Productions |
| 25 април 2008 г.     | Майка под наем                               | Baby Mama                                              | копродукция с Relativity Media |
| 2 май 2008 г.        | Островът на Ним                              | Nim's Island                                           | разпространение в Австралия, Германия, Латинска Америка, Испания и Великобритания, копродукция с Walden Media                                                                                  |
| 13 юни 2008 г.       | Невероятният Хълк                            | The Incredible Hulk                                    | копродукция с Marvel Studios и Valhalla Motion Pictures |
| 27 юни 2008 г.       | Неуловим                                     | Wanted                                                 | копродукция с Relativity Media, DiBonaventura Productions и Spyglass Entertainment |
| 11 юли 2008 г.       | Хелбой 2: Златната армия                     | Hellboy II: The Golden Army                            | единствено разпространение в някои страни, продуциран от Dark Horse Entertainment и Relativity Media                                                                                           |
| 18 юли 2008 г.       | Mamma Mia!                                   | Mamma Mia! The Movie                                   | копродукция с Relativity Media, Littlestar and Playtone |
| 1 август 2008 г.     | Мумията: Гробницата на Императора Дракон     | The Mummy: Tomb of the Dragon Emperor                  | копродукция с Relativity Media, Alphaville и Sommers Company |
| 22 август 2008 г.    | Смъртоносна надпревара                       | Death Race                                             | копродукция с Relativity Media |
| 3 октомври 2008 г.   | Миг на гениалност                            | Flash of Genius                                        | разпространение в САЩ, Япония и Франция, копродукция с Spyglass Entertainment и Strike Entertainment                                                                                           |
| 10 октомври 2008 г.  | Експресът от Елмайра: Животът на Ърни Дейвис | The Express: The Ernie Davis Story                     | копродукция с Relativity Media |
| 31 октомври 2008 г.  | Подмяната                                    | Changeling                                             | копродукция с Imagine Entertainment, Malpaso Productions и Relativity Media |
| 7 ноември 2008 г.    | Пичове за пример                             | Role Models                                            | копродукция с Relativity Media |
| 5 декември 2008 г.   | Фрост/Никсън                                 | Frost/Nixon                                            | копродукция с Imagine Entertainment, Working Title Films, StudioCanal и Relativity Media |
| 19 декември 2008 г.  | Легендата за Десперо                         | The Tale of Despereaux                                 | копродукция с Framestore CFC, Larger Than Life Productions и Relativity Media |
| 9 януари 2009 г.     | Нероденият                                   | The Unborn                                             | единствено разпространение в други страни, копродукция с Relativity Media, Rogue Pictures и Platinum Dunes                                                                                     |
| 6 февруари 2009 г.   | Коралайн                                     | Coraline                                               | международно разпространение, копродукция с Focus Features, Laika и Pandemonium |
| 20 март 2009 г.      | Двуличие                                     | Duplicity                                              | копродукция с Relativity Media |
| 3 април 2009 г.      | Бърз и яростен                               | Fast & Furious                                         | копродукция с One Race Films, Original Film и Relativity Media |
| 17 април 2009 г.     | Правилата на играта                          | State of Play                                          | копродукция с Andell Entertainment, Working Title Films, StudioCanal и Relativity Media |
| 24 април 2009 г.     | Солистът                                     | The Soloist                                            | международно разпространение, копродукция с DreamWorks, StudioCanal, Participant Media и Working Title Films                                                                                   |
| 29 май 2009 г.       | Отведи ме в ада                              | Drag Me to Hell                                        | копродуциран с Ghost House Pictures |
| 5 юни 2009 г.        | Изпозагубеният свят                          | Land of the Lost                                       | копродукция с Relativity Media, Mosaic Media Group, and Sid & Marty Krofft Pictures |
| 1 юли 2009 г.        | Обществени врагове                           | Public Enemies                                         | копродукция с Relativity Media |
| 10 юли 2009 г.       | Бруно                                        | Bruno                                                  | копродукция с Media Rights Capital и Everyman Pictures |
| 31 юли 2009 г.       | Смешни хора                                  | Funny People                                           | единствено разпространение в САЩ, копродукция с Columbia Pictures, Apatow Productions, Madison 23 и Relativity Media                                                                           |
| 21 август 2009 г.    | Гадни копилета                               | Inglourious Basterds                                   | единствено международно разпространение, копродукция с A Band Apart и The Weinstein Company |
| 9 септември 2009 г.  | Девет                                        | 9                                                      | единствено международно разпространение, копродукция с Focus Features |
| 18 септември 2009 г. | Любовта се случва                            | Love Happens                                           | копродукция с Relativity Media |
| 2 октомври 2009 г.   | Раждането на лъжата                          | The Invention of Lying                                 | единствено международно разпространение, копродукция с Focus Features, Radar Pictures и Media Rights Capital; Warner Bros. Pictures поддържа северноамериканските права за разпространение     |
| 9 октомври 2009 г.   | С жени на море                               | Couples Retreat                                        | копродукция с Relativity Media |
| 23 октомври 2009 г.  | Циркът на кошмарите: Чиракът на вампира      | Cirque du Freak: The Vampire's Assistant               | копродукция с Relativity Media |
| 6 ноември 2009 г.    | Четвъртият вид                               | The Fourth Kind                                        | копродукция с Gold Circle Films и Dead Crow Productions |
| 13 ноември 2009 г.   | Рок радио                                    | Pirate Radio                                           | единствено международно разпространение, копродукция с Focus Features, StudioCanal и Working Title Films                                                                                       |
| 25 декември 2009 г.  | Не е лесно                                   | It's Complicated                                       | копродукция с Relativity Media |